# Breagoveț, Kărdjali
Breagoveț (în bulgară Бряговец) este un sat în comuna Krumovgrad, regiunea Kărdjali,  Bulgaria. 

## Demografie
Componența etnică a satului Breagoveț
     Bulgari (16,08%)
     Turci (83,21%)
     Nicio identificare (0,69%)
     Altele (0%)
La recensământul din 2011, populația satului Breagoveț era de 143 locuitori. Din punct de vedere etnic, majoritatea locuitorilor (83,21%) erau turci, cu o minoritate de bulgari (16,08%). Pentru 0,69% din locuitori nu este cunoscută apartenența etnică.